# سيرغي ميرونوف
سيرغي ميرونوف (بالروسية: Сергей Михайлович Миронов)‏ (بالروسية: Сергéй Михáйлович Мирóнов) (ولد في 14 فبراير، 1953) هو سياسي روسي. تولى رئاسة المجلس الفيدرالي، من 2001 إلى 2011، كما أنه شخصية بارزة في حزب روسيا العادلة، ورئيس الكتلة البرلمانية للحزب في مجلس الدوما والرئيس السابق لمجلس الاتحاد الروسي.

## حياته الشخصية
```
متزوج ليوبوف إيفانوفا.
[
2
]
 ولديهم ابنا وابنة.
```

ميرونوف له مدونة باسم سرجي ميرونوف. وقد اكده في بيان رسمي على موقعه ().
في عام 2008، منحه الرئيس الروسي فلاديمير بوتين وسام الاستحقاق للوطن من الدرجة الثالثة.
1. ↑  "سيرغي ميرونوف رئيس حزب "روسيا العادلة" - روسيا اليوم". مؤرشف من الأصل في 2012-03-08.
2. ↑  Russia profile [وصلة مكسورة] نسخة محفوظة 24 نوفمبر 2010 على موقع واي باك مشين.